# Fußball-Europameisterschaft 2021/Italien
Dieser Artikel behandelt die italienische Nationalmannschaft bei der paneuropäischen Fußball-Europameisterschaft 2021. Für die italienische Mannschaft war es die zehnte Teilnahme an einer EM-Endrunde. Die Italiener qualifizierten sich als zweite Mannschaft für die Endrunde und errangen mit dem Turniersieg ihren zweiten Europameistertitel.

## Qualifikation
Für die Qualifikation wurden der italienischen Mannschaft Finnland, Griechenland, Bosnien und Herzegowina, Armenien und Liechtenstein zugelost. Nach der verpassten Qualifikation für die WM 2018 hatte Europas Rekordnationalspieler Gianluigi Buffon seine Nationalmannschaftskarriere beendet; sein Amt als Nationalmannschaftskapitän hatte Giorgio Chiellini erhalten.
Italien konnte erstmals alle zehn Qualifikationsspiele gewinnen. Das letzte Spiel gewannen sie mit 9:1 gegen Armenien – mehr Tore hatten die Italiener nur beim 11:3-Sieg gegen Ägypten im Spiel um Platz 3 bei den Olympischen Spielen 1928 erzielt.
Insgesamt setzte Nationaltrainer Roberto Mancini, der die Mannschaft nach der verpassten WM 2018 übernommen hatte, 40 Spieler ein, von denen nur Co-Kapitän Leonardo Bonucci alle zehn Spiele mitmachte. Neun Einsätze hatte Jorginho. Ihr erstes Länderspiel bestritten Gaetano Castrovilli, Giovanni Di Lorenzo, Pierluigi Gollini, Armando Izzo, Gianluca Mancini, Alex Meret, Riccardo Orsolini, Leonardo Pavoletti, Sandro Tonali und Nicolò Zaniolo in den Qualifikationsspielen.
Bester Torschütze mit nur vier Toren war Andrea Belotti, der aber nur sieben Einsätze hatte. Ihr erstes Länderspieltor erzielten in der Qualifikation Francesco Acerbi (zur 1:0-Führung beim 3:0-Sieg gegen Bosnien und Herzegowina), Nicolò Barella (zum 1:0) und Moise Kean (zum 2:0-Endstand im ersten Qualifikationsspiel gegen Finnland), Riccardo Orsolini (zum zwischenzeitlichen 8:0 in seinem ersten Länderspiel), Federico Chiesa (zum 9:1-Endstand) und Nicolò Zaniolo (zum 2:0 beim 9:1-Sieg gegen Armenien), Leonardo Pavoletti (zum 6:0-Endstand gegen Liechtenstein), Lorenzo Pellegrini (zur zwischenzeitlichen 2:1-Führung beim 3:1-Sieg gegen Armenien), Alessio Romagnoli (zum 3:0-Zwischenstand beim 5:0-Sieg gegen Liechtenstein), Stefano Sensi (zur 1:0-Führung beim 6:0-Sieg gegen Liechtenstein). Insgesamt trugen 19 Spieler zu 36 Qualifikationstoren bei. Zudem profitierten die Italiener von einem Eigentor des armenischen Torhüters.

### Spiele
| Datum      | Spielort | Gegner                  | Ergebnis  | Torschützen |
| ---------- | -------- | ----------------------- | --------- | --- |
| 23.03.2019 | Udine    | Finnland                | 2:0 (1:0) | Nicolò Barella (7.), Moise Kean (74.) |
| 26.03.2019 | Parma    | Liechtenstein           | 6:0 (4:0) | Stefano Sensi (17.), Marco Verratti (32.), Fabio Quagliarella (35./Elfm., 45.+3/Elfm.), Moise Kean (69.), Leonardo Pavoletti (76.)                                                          |
| 08.06.2019 | Marousi  | Griechenland            | 3:0 (3:0) | Nicolò Barella (23.), Lorenzo Insigne (30.), Leonardo Bonucci (33.) |
| 11.06.2019 | Turin    | Bosnien und Herzegowina | 2:1 (0:1) | Edin Džeko (32.); Lorenzo Insigne (49.), Marco Verratti (86.) |
| 05.09.2019 | Jerewan  | Armenien                | 3:1 (1:1) | Aleksandre Karapetian (11.); Andrea Belotti (28.), Lorenzo Pellegrini (77.), Aram Hayrapetyan (80./Eigentor)                                                                                |
| 08.09.2019 | Tampere  | Finnland                | 2:1 (0:0) | Ciro Immobile (59.), Teemu Pukki (72./Elfm.), Jorginho (79./Elfm.) |
| 12.10.2019 | Rom      | Griechenland            | 2:0 (0:0) | Jorginho (63./Elfm.), Federico Bernardeschi (78.) |
| 15.10.2019 | Vaduz    | Liechtenstein           | 5:0 (1:0) | Federico Bernardeschi (2.), Andrea Belotti (70., 90.+2), Alessio Romagnoli (77.), Stephan El Shaarawy (82.)                                                                                 |
| 15.11.2019 | Zenica   | Bosnien und Herzegowina | 3:0 (2:0) | Francesco Acerbi (21.), Lorenzo Insigne (37.), Andrea Belotti (52.) |
| 18.11.2019 | Palermo  | Armenien                | 9:1 (4:0) | Ciro Immobile (8., 33.), Nicolò Zaniolo (9., 64.), Nicolò Barella (29.), Alessio Romagnoli (72.), Jorginho (75./Elfm.), Riccardo Orsolini (77.), Edgar Babayan (79.), Federico Chiesa (81.) |

### Abschlusstabelle
| Pl. | Land                    | Sp. | S  | U | N | Tore    | Diff. | Punkte |
| --- | ----------------------- | --- | -- | - | - | ------- | ----- | ------ |
| 1.  | Italien                 | 10  | 10 | 0 | 0 | 037:400 | +33   | 30     |
| 2.  | Finnland                | 10  | 6  | 0 | 4 | 016:100 | +6    | 18     |
| 3.  | Griechenland            | 10  | 4  | 2 | 4 | 012:140 | −2    | 14     |
| 4.  | Bosnien und Herzegowina | 10  | 4  | 1 | 5 | 020:170 | +3    | 13     |
| 5.  | Armenien                | 10  | 3  | 1 | 6 | 014:250 | −11   | 10     |
| 6.  | Liechtenstein           | 10  | 0  | 2 | 8 | 002:310 | −29   | 02     |

## Vorbereitung

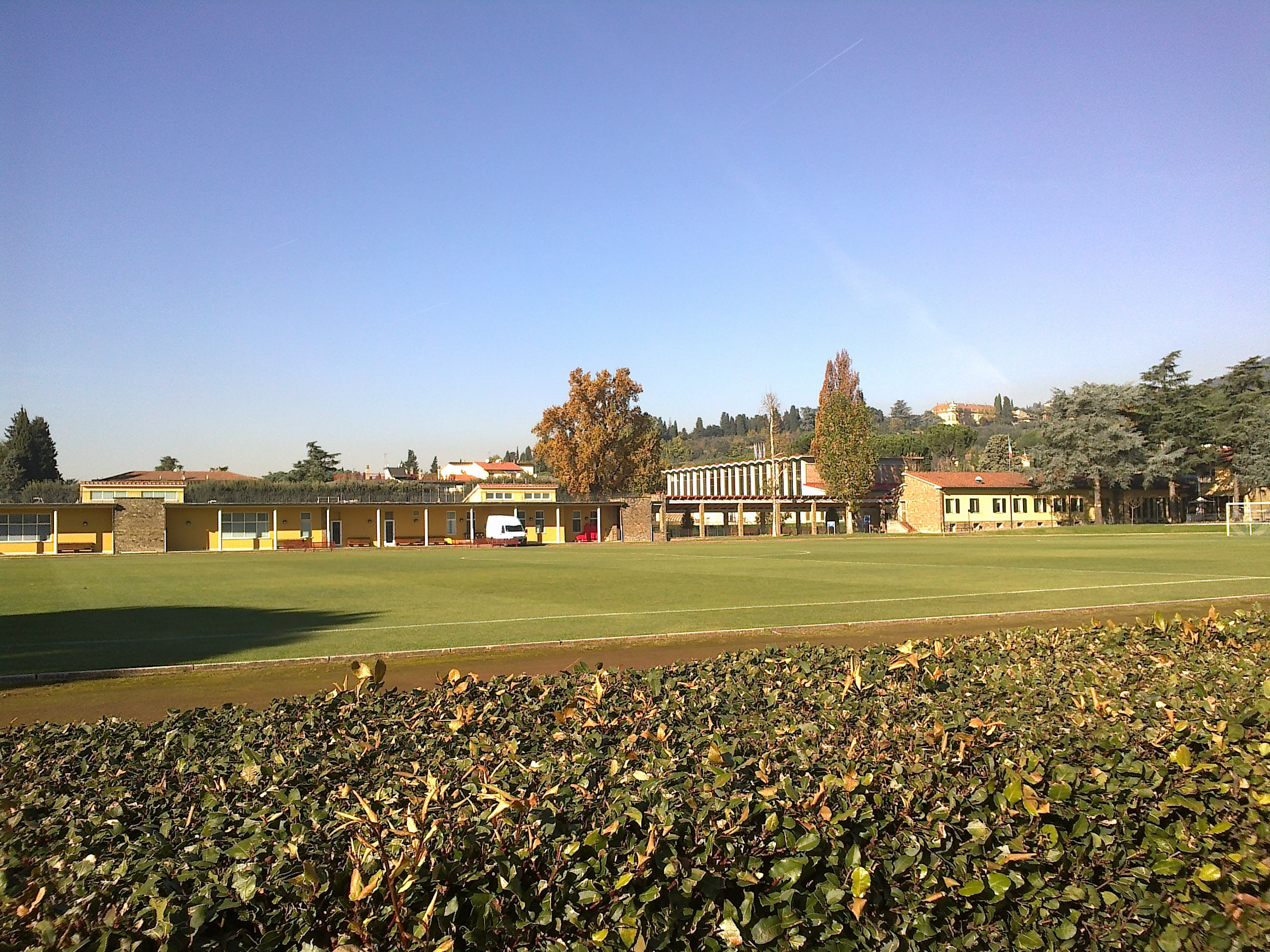
Trainingsgelände am Hauptsitz der FIGC in Coverciano bei Florenz

Am 25., 28. und 31. März 2021 standen die ersten Spiele in der Qualifikation für die WM 2022 gegen Nordirland, Bulgarien und Litauen an, die alle mit 2:0 gewonnen wurden.
Am 28. Mai gewannen die Italiener in Cagliari gegen San Marino, das nicht für die EM qualifiziert war, mit 7:0. Am 4. Juni folgte in Bologna ein 4:0-Erfolg gegen den EM-Teilnehmer Tschechien.
Während der EM 2021 war die italienische Fußballnationalmannschaft beim Hauptquartier des italienischen Fußballverbandes in Coverciano bei Florenz stationiert.

## Kader
Zunächst wurde am 17. Mai ein vorläufiger Kader mit 33 Spielern benannt. Letztlich nicht berücksichtigt wurden Cristiano Biraghi, Gaetano Castrovilli, Alessio Cragno, Gian Marco Ferrari, Vincenzo Grifo, Moise Kean, Manuel Lazzari, Gianluca Mancini, Matteo Pessina und Matteo Politano. Hinzu kamen noch Emerson und Jorginho von Champions-League-Sieger FC Chelsea. Am 7. Juni wurde bekanntgegeben, dass Stefano Sensi für das Turnier ausfällt, weshalb Matteo Pessina wieder in den Kader aufrückte. Am 10. Juni verletzte sich auch Lorenzo Pellegrini und wurde durch Gaetano Castrovilli ersetzt.
| Trikot- Nr.                                                                                         | Name                  | Geburtsdatum | Verein               | Spiele | Länderspiel- tore | Debüt         | Letzter Einsatz | vorherige EM-Spiele, -Tore | Anzahl der Spiele | Tor | Gelbe Karte | Gelb-Rote Karte | Rote Karte |
| --------------------------------------------------------------------------------------------------- | --------------------- | ------------ | -------------------- | ------ | ----------------- | ------------- | --------------- | -------------------------- | ----------------- | --- | ----------- | --------------- | ---------- |
| 21                                                                                                  | Gianluigi Donnarumma  | 25.02.1999   | AC Mailand           | 026    | 0                 | 1. Sep. 2016  | 4. Juni 2021    |                            | 7                 |     |             |                 |            |
| 26                                                                                                  | Alex Meret            | 22.03.1997   | SSC Neapel           | 002    | 0                 | 18. Nov. 2019 | 28. Mai 2021    |                            |                   |     |             |                 |            |
| 01                                                                                                  | Salvatore Sirigu      | 12.01.1987   | FC Turin             | 026    | 0                 | 10. Aug. 2010 | 11. Nov. 2020   | 1 (2012, 2016)             | 1                 |     |             |                 |            |
| 15                                                                                                  | Francesco Acerbi      | 10.02.1988   | Lazio Rom            | 014    | 01                | 18. Nov. 2014 | 4. Juni 2021    |                            | 3                 |     |             |                 |            |
| 23                                                                                                  | Alessandro Bastoni    | 13.04.1999   | Inter MailandM       | 005    | 0                 | 11. Nov. 2020 | 28. Mai 2021    |                            | 1                 |     |             |                 |            |
| 19                                                                                                  | Leonardo Bonucci      | 01.05.1987   | Juventus TurinP      | 102    | 07                | 3. März 2010  | 4. Juni 2021    | 11,1 (2012, 2016)          | 7                 | 1   | 2×          |                 |            |
| 03                                                                                                  | Giorgio Chiellini     | 14.08.1984   | Juventus TurinP      | 107    | 08                | 17. Nov. 2004 | 4. Juni 2021    | 12,1 (2008, 2012, 2016)    | 5                 |     | Gelbe Karte |                 |            |
| 02                                                                                                  | Giovanni Di Lorenzo   | 04.08.1993   | SSC Neapel           | 007    | 0                 | 15. Okt. 2019 | 28. Mai 2021    |                            | 6                 |     | Gelbe Karte |                 |            |
| 13                                                                                                  | Emerson               | 03.08.1994   | FC ChelseaC          | 015    | 0                 | 10. Sep. 2018 | 4. Juni 2021    |                            | 4                 |     |             |                 |            |
| 24                                                                                                  | Alessandro Florenzi   | 11.03.1991   | Paris Saint-GermainP | 043    | 02                | 14. Nov. 2012 | 4. Juni 2021    | 4 (2016)                   | 2                 |     |             |                 |            |
| 04                                                                                                  | Leonardo Spinazzola   | 25.03.1993   | AS Rom               | 014    | 0                 | 28. März 2017 | 4. Juni 2021    |                            | 4                 |     |             |                 |            |
| 25                                                                                                  | Rafael Tolói          | 10.10.1990   | Atalanta Bergamo     | 003    | 0                 | 31. März 2021 | 4. Juni 2021    |                            | 4                 |     | Gelbe Karte |                 |            |
| 18                                                                                                  | Nicolò Barella        | 07.02.1997   | Inter MailandM       | 023    | 05                | 10. Okt. 2018 | 4. Juni 2021    |                            | 6                 | 1   | 2×          |                 |            |
| 07                                                                                                  | Gaetano Castrovilli   | 17.02.1997   | AC Florenz           | 002    | 0                 | 15. Nov. 2019 | 28. Mai 2021    |                            | 1                 |     |             |                 |            |
| 16                                                                                                  | Bryan Cristante       | 03.03.1995   | AS Rom               | 011    | 01                | 6. Okt. 2017  | 4. Juni 2021    |                            | 6                 |     |             |                 |            |
| 08                                                                                                  | Jorginho              | 20.12.1991   | FC ChelseaC          | 028    | 05                | 24. März 2016 | 4. Juni 2021    |                            | 7                 |     | Gelbe Karte |                 |            |
| 05                                                                                                  | Manuel Locatelli      | 08.01.1998   | US Sassuolo Calcio   | 010    | 01                | 7. Sep. 2020  | 4. Juni 2021    |                            | 5                 | 2   |             |                 |            |
| 12                                                                                                  | Matteo Pessina        | 21.04.1997   | Atalanta Bergamo     | 005    | 02                | 11. Nov. 2020 | 28. Mai 2021    |                            | 4                 | 2   | Gelbe Karte |                 |            |
| 06                                                                                                  | Marco Verratti        | 05.11.1992   | Paris Saint-GermainP | 040    | 03                | 15. Aug. 2012 | 28. März 2021   |                            | 5                 |     | Gelbe Karte |                 |            |
| 09                                                                                                  | Andrea Belotti        | 20.12.1993   | FC Turin             | 033    | 12                | 1. Sep. 2016  | 28. Mai 2021    |                            | 6                 |     |             |                 |            |
| 11                                                                                                  | Domenico Berardi      | 01.08.1994   | US Sassuolo Calcio   | 011    | 05                | 1. Juni 2018  | 4. Juni 2021    |                            | 6                 |     | Gelbe Karte |                 |            |
| 20                                                                                                  | Federico Bernardeschi | 16.02.1994   | Juventus TurinP      | 030    | 06                | 24. März 2016 | 28. Mai 2021    | 1 (2016)                   | 4                 |     |             |                 |            |
| 14                                                                                                  | Federico Chiesa       | 25.10.1997   | Juventus TurinP      | 025    | 01                | 23. März 2018 | 4. Juni 2021    |                            | 7                 | 2   |             |                 |            |
| 17                                                                                                  | Ciro Immobile         | 20.02.1990   | Lazio Rom            | 046    | 13                | 5. März 2014  | 4. Juni 2021    | 2 (2016)                   | 6                 | 2   |             |                 |            |
| 10                                                                                                  | Lorenzo Insigne       | 06.04.1991   | SSC Neapel           | 041    | 08                | 11. Sep. 2012 | 4. Juni 2021    | 3 (2016)                   | 6                 | 2   | Gelbe Karte |                 |            |
| 22                                                                                                  | Giacomo Raspadori     | 18.02.2000   | US Sassuolo Calcio   | 001    | 0                 | 4. Juni 2021  | 4. Juni 2021    |                            | 1                 |     |             |                 |            |
| Trainer                                                                                             | Roberto Mancini       | 27.11.1964   |                      | 36     | 04                |               |                 | 4 (1988)                   |                   |     |             |                 |            |
| Torhüter • Abwehrspieler • Mittelfeldspieler • Stürmer                                              |                       |              |                      |        |                   |               |                 |                            |                   |     |             |                 |            |
| Anmerkungen: C = UEFA Champions League Sieger 2020/21, M = Meister 2020/21, P = Pokalsieger 2020/21 |                       |              |                      |        |                   |               |                 |                            |                   |     |             |                 |            |
| 1. 2. 3.                                                                                            |                       |              |                      |        |                   |               |                 |                            |                   |     |             |                 |            |

## Endrunde
Italien hatte sich um die Ausrichtung von Gruppen- und K.-o.-Spielen beworben und erhielt die Zusage für drei Gruppenspiele, darunter das Eröffnungsspiel, sowie ein Viertelfinale im Olympiastadion Rom. Bei der Auslosung am 30. November 2019 wurden den Italienern die Schweiz, gegen die sie die meisten Spiele bestritten hat, die Türkei und Wales zugelost. Die Bilanz gegen die Schweiz war mit 28 Siegen, 22 Remis und acht Niederlagen positiv. Die letzte Niederlage gegen die Schweizer gab es am 1. Mai 1993. Danach gab es je vier Siege und Remis, den letzten Sieg am 30. April 2003. Gegen die Türken gab es sieben Siege und drei Remis, zuletzt wurde bei der EM 2000 gegen die Türkei gewonnen. Auch gegen Wales war die Bilanz mit sieben Siegen und zwei Niederlagen positiv. Das letzte Spiel zwischen beiden am 6. September 2003 wurde mit 4:0 gewonnen. Ein Jahr zuvor gab es die letzte Niederlage gegen die Waliser.

### Gruppenspiele

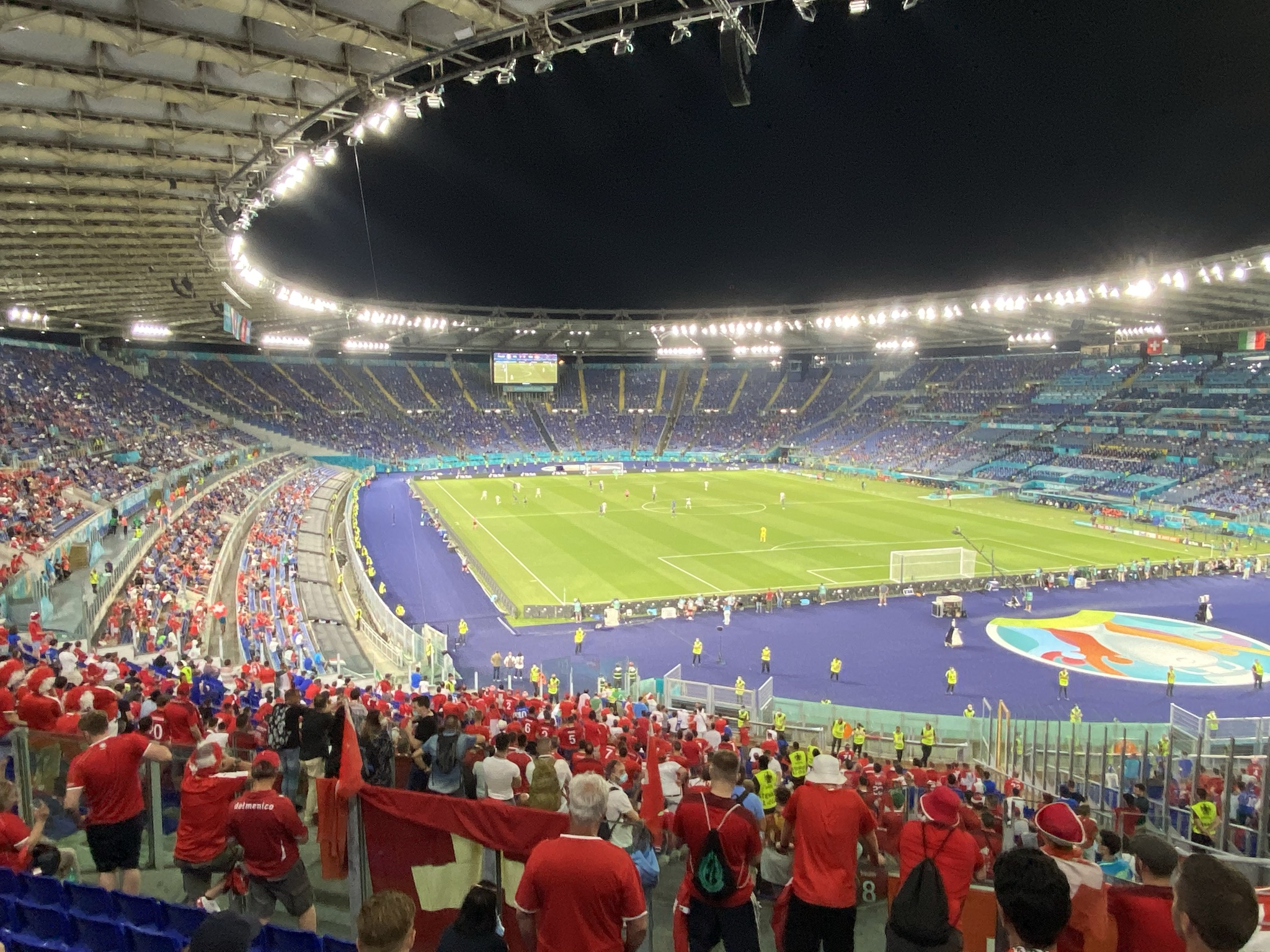
Das Stadio Olimpico vor dem Gruppenspiel der italienischen Nationalmannschaft gegen die Schweiz

| Pl.                                                                                                | Land    | Sp. | S | U | N | Tore    | Diff. | Punkte |
| -------------------------------------------------------------------------------------------------- | ------- | --- | - | - | - | ------- | ----- | ------ |
| 1.                                                                                                 | Italien | 3   | 3 | 0 | 0 | 007:000 | +7    | 09     |
| 2.                                                                                                 | Wales   | 3   | 1 | 1 | 1 | 003:200 | +1    | 04     |
| 3.                                                                                                 | Schweiz | 3   | 1 | 1 | 1 | 004:500 | −1    | 04     |
| 4.                                                                                                 | Türkei  | 3   | 0 | 0 | 3 | 001:800 | −7    | 0      |
| Für die Platzierung war die Tordifferenz aus allen Spielen ausschlaggebend (Wales +1, Schweiz -1). |         |     |   |   |   |         |       |        |

|                                          |   |         |           |
| 11. Juni 2021 um 21:00 Uhr (MESZ) in Rom |   |         |           |
| Türkei                                   | – | Italien | 0:3 (0:0) |
| 16. Juni 2021 um 21:00 Uhr (MESZ) in Rom |   |         |           |
| Italien                                  | – | Schweiz | 3:0 (1:0) |
| 20. Juni 2021 um 18:00 Uhr (MESZ) in Rom |   |         |           |
| Italien                                  | – | Wales   | 1:0 (1:0) |

### K.-o.-Runde
Als Gruppensieger traf die italienische Mannschaft in London auf Österreich, den Zweiten der Gruppe C. Zuvor gab es 36 Spiele zwischen den beiden Nachbarn, von denen Italien 16 gewann, acht endeten remis und 12 wurden verloren. Das letzte Spiel vor der EM zwischen beiden endete im August 2008 freundschaftlich 2:2. Die letzte Niederlage (1:2) gegen Österreich gab es im Dezember 1960. Nach dem 2:1-Sieg ging es im Viertelfinale in München weiter, wobei sie dort auf den Weltranglistenersten Belgien trafen. Gegen die Belgier gab es in zuvor 22 Spielen 14 Siege sowie je vier Remis und Niederlagen. Das letzte Spiel zwischen beiden war das erste Gruppenspiel der EM 2016, das die Italiener gewannen. Das letzte Spiel davor wurde im November 2015 von den Belgiern gewonnen. Beim 2:1-Sieg gegen die Belgier zog sich Leonardo Spinazzola einen Achillessehnenriss zu.
Im Halbfinale trafen die Italiener in London auf Spanien, gegen das sie eine ausgeglichene Bilanz hatten. In bisher 37 Spielen gab es je 11 Siege und Niederlagen sowie 15 Remis. Den letzten Sieg gegen die Iberer gab es im Achtelfinale der letzten EM. Danach folgten ein Remis und eine Niederlage in der Qualifikation für die WM 2018. Durch den Sieg im Elfmeterschießen zogen die Italiener zum vierten Mal in ein EM-Finale, wo sie in London auf Gastgeber England trafen.
Gegen die Engländer gab es in bisher 27 Spielen zehn Siege, neun Remis und acht Niederlagen. Bei EM-Endrunden trafen beide bisher zweimal aufeinander: 1980 gewann Italien mit 1:0 in der Gruppenphase, 2012 konnte Italien nach torlosen 120 Minuten das Elfmeterschießen im Viertelfinale gewinnen. Die letzten beiden Spiele im März 2015 bzw. 2018 waren Freundschaftsspiele und endeten 1:1. Das letzte Spiel davor gewannen die Italiener in der Gruppenphase der WM 2014 mit 2:1. Beide schieden aber nach der Gruppenphase aus. England konnte zuletzt im August 2012 in Bern mit 2:1 gegen Italien gewinnen. Ein besonderes Spiel zwischen beiden war 1934 die Battle of Highbury.
|                                                              |   |            |                                 |
| Achtelfinale am 26. Juni 2021 um 21:00 Uhr (MESZ) in London  |   |            |                                 |
| Italien                                                      | – | Österreich | 2:1 n. V. (0:0, 0:0)            |
| Viertelfinale am 2. Juli 2021 um 21:00 Uhr (MESZ) in München |   |            |                                 |
| Belgien                                                      | – | Italien    | 1:2 (1:2)                       |
| Halbfinale am 6. Juli 2021 um 21:00 Uhr (MESZ) in London     |   |            |                                 |
| Italien                                                      | – | Spanien    | 1:1 n. V. (1:1, 0:0), 4:2 i. E. |
| Finale am 11. Juli 2021 um 21:00 Uhr (MESZ) in London        |   |            |                                 |
| Italien                                                      | – | England    | 1:1 n. V. (1:1, 0:1), 3:2 i. E. |

## Besonderheiten
- Italien konnte als erste Mannschaft bei einer EM-Endrunde alle drei Gruppenspiele ohne Gegentor gewinnen.
- Federico Chiesa, Torschütze gegen Österreich und Spanien ist der einzige Spieler, dessen Vater (Enrico Chiesa) ebenfalls bei einer EM-Endrunde (1996 gegen Tschechien) ein Tor erzielen konnte.
- Inkl. Qualifikation gewann Italien 15 Spiele in Folge und stellte damit einen neuen Rekord auf. Die Serie endete im Halbfinale durch das als Remis gewertete, aber im Elfmeterschießen gewonnene Spiel gegen Spanien.[9]
- Durch den Sieg gegen Österreich im Achtelfinale wurde der Rekord aus dem Zeitraum 1935 bis 1939 von 30 Spielen ohne Niederlage überboten und bis zum Finale auf 34 Spiele gesteigert.
- Giorgio Chiellini wurde der älteste Kapitän eines Europameisters (36 Jahre und 331 Tage) und Leonardo Bonucci mit 34 Jahren und 71 Tagen der älteste Final-Torschütze.
- Zwischen dem ersten Titelgewinn für Italien 1968 und dem Titel 2021 liegen 53 Jahre, die bisher längste Zeitspanne zwischen zwei Titelgewinnen. Der bisherige Höchstwert waren 44 Jahre für Spaniens zweiten Titel.